# Visstick gooi die kanker kick
Visstick gooi die kanker kick is een lied van de Nederlandse dj Natte Visstick. Het werd in 2022 als single uitgebracht.

## Achtergrond
Visstick gooi die kanker kick is geschreven en geproduceerd door Natte Visstick. Het is een lied uit het genre memetechno, waarvan het het eerste nummer was dat grotere bekendheid en aandacht kreeg, met noteringen in de Nederlandse hitlijsten als gevolg. De aandacht op het lied en de genre kwamen mede via mediaplatform TikTok en vervolgens streamingplatform Spotify. Na Visstick gooi die kanker kick kwamen meerdere memetechno-nummers de Nederlandse hitlijsten in, zoals Lekkere boterham van Natte Visstick en Vieze Asbak en Ik trip 'm van Natte Visstick en Dikke Baap. 
In september 2022 lekte er een mail van muzieklabel Cloud 9 Music uit met de vraag aan hun producenten en dj's om ook memetechno te maken om mee te liften op het succes van Visstick gooi die kanker kick. Als reactie besloot Natte Visstick om samen met een aantal andere authentieke memetechno artiesten, onder wie Vieze Asbak, Offensief, Krabi, Gladde Paling en Dikke Baap, een collectief op te richten, zodat luisteraars weten waar de authentieke memetechno vandaan komt en om te zorgen dat de commerciële memetechno niet groot kon worden. Dit collectief heet het Pestcore Collectief. De reden hiervoor was volgens Natte Visstick namelijk dat het nooit hun doel was om het genre commercieel te maken en dat het geen doel van de artiesten is om veel geld er mee te verdienen, maar om gewoon grappige muziek en muziek waar niet een commercieel randje over zit te maken.

## Hitnoteringen
De dj had succes met het lied in de Nederlandse hitlijsten. Het kwam tot de vijftiende plaats van de Single Top 100 en stond twaalf weken in de lijst. De Top 40 werd niet bereikt; het kwam tot de dertiende positie van de Tipparade. 